# Eucalyptus quinniorum
Eucalyptus quinniorum là một loài thực vật có hoa trong Họ Đào kim nương. Loài này được J.T.Hunter & J.J.Bruhl mô tả khoa học đầu tiên năm 1999.